# 柴山山海宮
高雄柴山山海宮，位於台灣高雄市鼓山區桃源里柴山93號，主祀朱府千歲，是高雄市知名的旅遊景點，香火鼎盛。

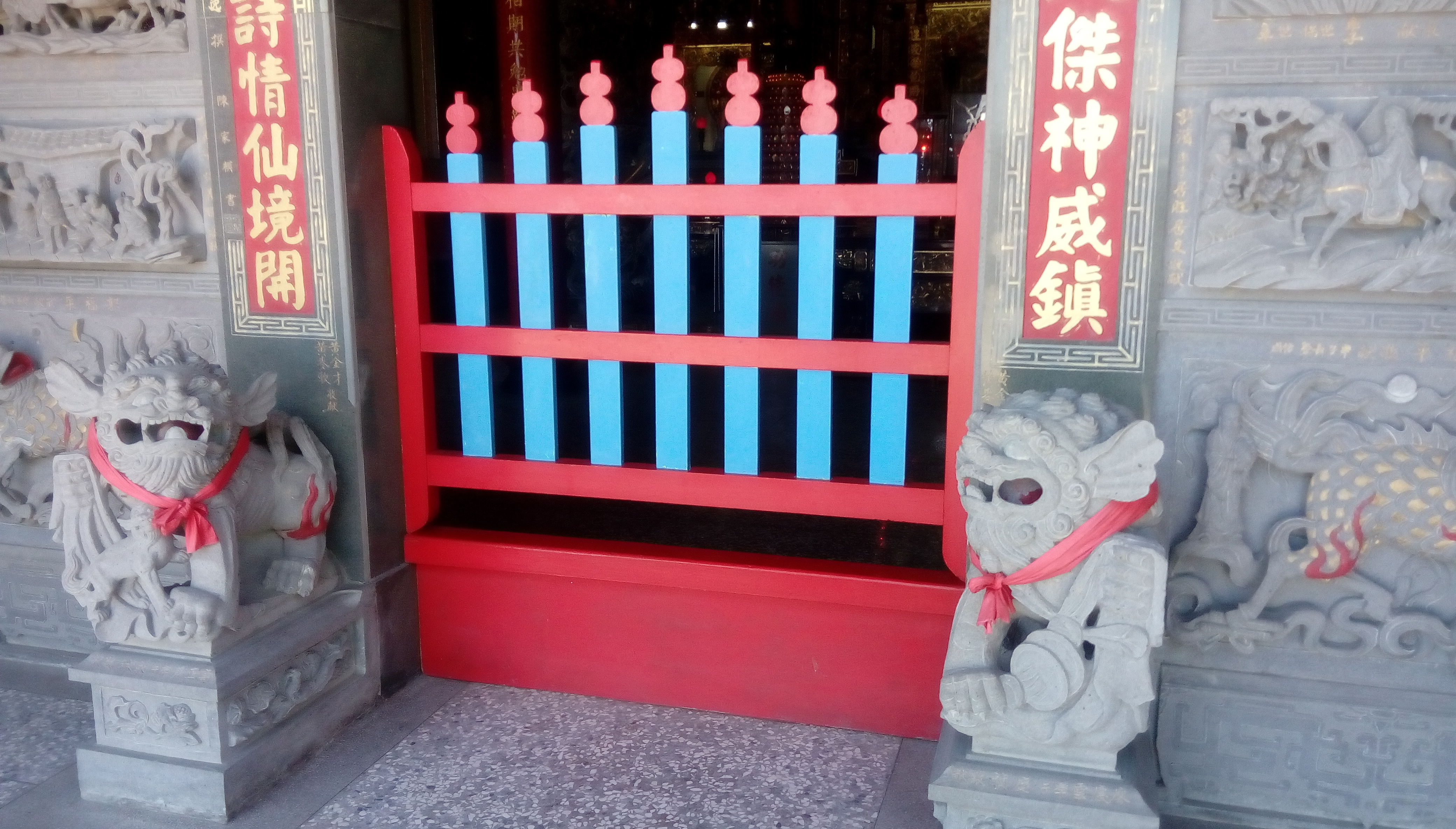
柴山山海宮中門

## 歷史
先民於明末清初隨鄭成功來台，為求平安，奉請朱府千歲一同搭船渡海來台。
先民抵台後，定居於柴山桃仔園一帶，因朱府千歲神威顯赫，保佑當地居民平安，居民感載神恩之餘，決議建廟奉祀，並定名「柴山山海宮」。
二次世界大戰爆發，居民紛紛他遷，直到戰事結束之後再度遷回定居。
民國73年（1984年）開始動工重建，民國78年（1989年）完工落成。

## 祀神
柴山山海宮主祀朱府千歲，同祀池府千歲、溫府千歲，陪祀福德正神、註生娘娘。

## 外部連結
- 柴山山海宮-文化資源地理資訊系統 （页面存档备份，存于）
- 柴山山海宮google街景圖 （页面存档备份，存于）